# Nucli històric d'Aiguamúrcia
El Nucli històric d'Aiguamúrcia és un conjunt d'Aiguamúrcia (Alt Camp) protegit com a Bé Cultural d'Interès Local.

## Descripció
Aiguamúrcia està situat a la vora esquerra del Gaià, a 373 metres d'altitud. El nucli es va formar al voltant d'uns edificis, possiblement de l'edat mitjana, que estan més a prop del riu. El poble té una estructura aproximadament triangular, formada per una petita xarxa de carrers on s'arrengleren cases unifamiliars, generalment de planta baixa i dos pisos.

## Història
El poble s'originà l'any 1173 en el lloc anomenat Camp de la Torre, més tardanament dit Camp d'Aquamurcia, situat a un extrem de l'antiga jurisdicció de l'Albà. L'any 1179 sorgí una disputa sobre el domini jurídic del poble entre el monestir de Santes Creus i el senyor del castell de l'Albà, disputa que es va resoldre en favor del monestir, del qual fou un domini a partir d'aleshores.